# Citrus × nobilis
El tangor (Citrus reticulata × C. sinensis) es un árbol de la familia de los cítricos, son híbridos de mandarina, (Citrus reticulata) y naranja (Citrus x sinensis). El nombre tangor se forma por las primeras letras de sus parentales en su nombre inglés Tan de tangerine que significa mandarina y or de orange que significa naranja. 

## Variedades
- Ellendale, son frutos grandes, con corteza ligeramente rugosa y fácil de pelar. Recolección: a partir de febrero (pierde zumo si se conserva mucho tiempo en el árbol).
- Ortanique, frutos de tamaño medio a grande, ligeramente achatadas y con una corteza rugosa que se adhiere a la pulpa y dificulta su pelado. Recolección: a finales de enero o principios de febrero (se puede mantener bien en el árbol). Encontrada en Jamaica, el nombre se forma con las palabras 'orange', 'tangerine', y 'unique'.
- King ("King of Siam"; anteriormente Citrus nobili)
- Murcott ("Honey Murcott"; "Murcott Honey orange"; "Red"; "Big Red")
- Temple ("Magnet" de Japón)
- Umatilla ("Tangelo Umatilla" es una denominación errónea)

### Tangor Satsuma
- Iyokan (Miyagawa x una naranja dulce desconocida)
- Miyauchi Iyo (maduración temprana, una mutación de la Iyokan)
- Othani Iyo (maduración tardía, es una mutación de la Miyauchi)
- Kiyomi (Miyagawa x naranja navel Trovita)
- Seto (Sugiyama Unshiu x naranja navel Trovita)